# Rudow

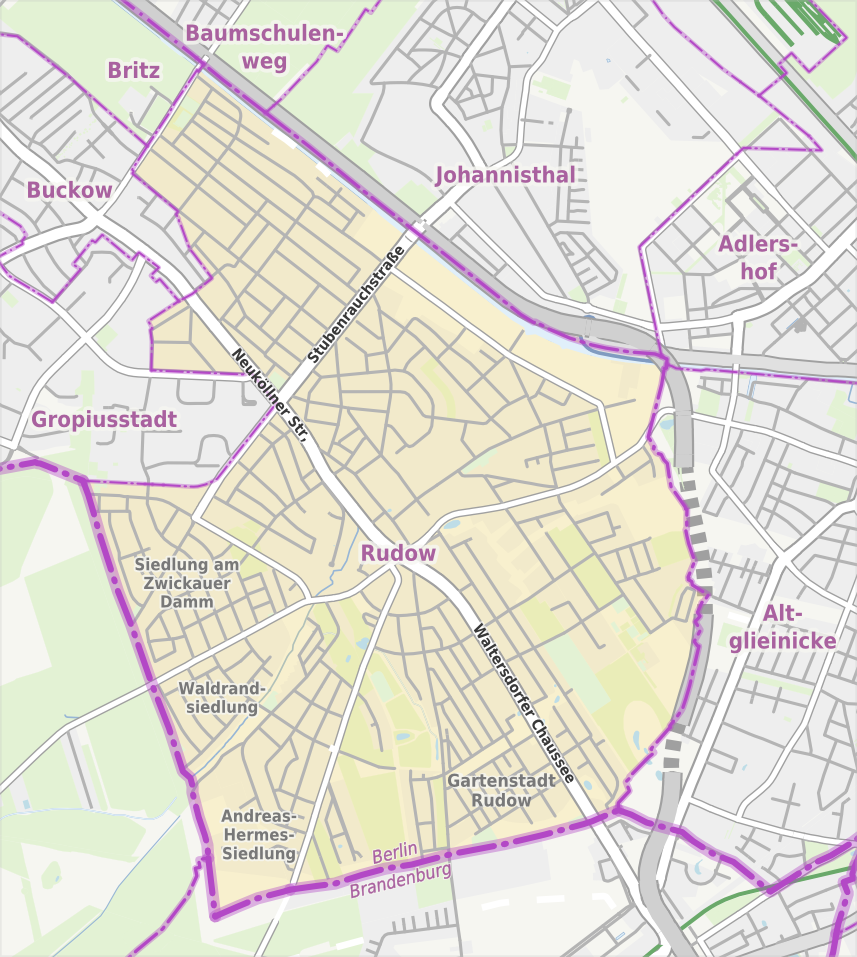
Mappa del quartiere

Rudow (/ˈʁuːdoː) è un quartiere (Ortsteil) di Berlino, appartenente al distretto (Bezirk) di Neukölln.

## Storia
Già comune autonomo, venne annessa nel 1920 alla "Grande Berlino", venendo assegnata al distretto di Neukölln.